# Hlevacha
Hlevacha (ukrajinsky Глеваха, rusky Глеваха – Glevacha) je městys (ukrajinsky selyšče) na Ukrajině. K roku 2019 v něm žilo bezmála devět tisíc obyvatel.

## Poloha a doprava
Hlevacha leží na řece Hlevě, pravém přítoku Bobrycji v povodí Irpině. Od centra Kyjeva je vzdálena přibližně třicet kilometrů jihozápadně. Od Vasylkivu, správního střediska rajónu, je vzdálena přibližně patnáct kilometrů severně.
Prochází přes ni dálnice M 05 z Kyjeva do Oděsy.

## Dějiny
Hlevacha byla založena v patnáctém století a první zmínka o ní je z roku 1471. Status městysu má od roku 1973.
V řijnu 2017 byla v obci zavražděna aktivistka Amina Viktorivna Okujevová.